# Jan Kulka
Jan Kulka (ur. 11 września 1937 w Katowicach, zm. 30 grudnia 2000 w Łomży) – polski poeta i prozaik.

## Życiorys
W pierwszym okresie życia był związany ze Śląskiem i właśnie tam miał miejsce jego debiut poetycki. Debiutował w 1955 artykułami ogłoszonymi na łamach „Naszego Życia”, wydawanego przy katowickim Pałacu Młodzieży. W 1957 był współzałożycielem i członkiem grupy literackiej Reduta 57. W 1958 zamieszkał w Kłodzku. W 1960 zainicjował, wspólnie z Anną Zelenay, Kłodzkie Wiosny Poetyckie i do 1972 był ich współorganizatorem. Od 1969 członek Związku Literatów Polskich.
W 1977 z powodów zdrowotnych wyjechał do Łomży. Był organizatorem życia kulturalnego i literackiego na tym terenie, m.in. Łomżyńskich Dni Literatury, Dialogów o sztuce. W 1978 założył Łomżyński Klub Literacki i został jego prezesem. W latach 1980–1984 redagował: „Łomżyńskie Zeszyty Literackie”. Organizator licznych sesji m.in. w 1981 poświęconej twórczości Czesława Miłosza Być poetą. Autor licznych tekstów literackich, z których wiele przetłumaczonych zostało na języki obce. Patron Konkursu Poetyckiego im. Jana Kulki. Jego wiersze tłumaczone były na język: angielski, czeski, niemiecki.

## Twórczość
- Projekt zachodu słońca[1] – wiersze (1962), Kłodzko, wyd. Ossolineum
- Niedaleko twierdzy[1] – poemat (1965), Kłodzko, wyd. Ossolineum
- Zmiana bolesna[1] – wiersze (1969), Wrocław, wyd. Ossolineum
- ... więc jestem[1] – wiersze (1973), Wrocław, wyd. Ossolineum
- Droga poprzez cień[1] – wiersze (1975), Wrocław, wyd. Ossolineum
- Spłoszyć sen[1] – wiersze (1977), Wrocław, wyd. Ossolineum
- Podwójne salto – wiersze (1978), Wrocław, wyd. Ossolineum
- Krąg otwarty – wiersze (1981), Wrocław, wyd. Ossolineum
- ... A ze sług twoich ogień palący – poemat (1982), Warszawa, wyd. Bracia Mniejsi Kapucyni
- Kamienie wołać będą – poemat (1982), Łomża, wyd. Regionalny Ośrodek Kultury
- I powraca wiatr – wiersze (1984), Łomża, wyd. MDK-DŚT
- Ucieczka do Czarnolasu – poemat (1994), Łomża, wyd. WDK
- Czemu tego nie zrobili Polacy – wiersze (1986), Łomża, wyd. WDK
- Ten – wiersze (1987), Warszawa, wyd. Epoka
- Dla ciebie ten widok z okna – wiersze (1990), Łomża – Oficyna wydawnicza Stopka
- Tekst do Oratorium o Bł. Honoracie Koźmińskim Tajemnice wytrwania, premiera 11 listopada 1990, Warszawa w kościele o. Kapucynów, wyk.: artyści Teatru Wielkiego, Stabat Mater podczas mszy św. za Ojczyznę
- Obcym wstęp wzbroniony – opowiadania (1991), Łomża, Oficyna wydawnicza Stopka
- Nie ma wyjścia z labiryntu – wiersze (1992), Warszawa, wyd. Latona
- Traktat o szarej godzinie – wiersze (1994), Łomża, wyd. Kontakty
- Barwy nocy – wiersze (1996), Łomża, wyd. Kontakty
- Romanse z historią – eseje (1997), Warszawa, wyd. Przedświt
- Wiersze wybrane (1997), Warszawa, wyd. Przedświt
- Odczuwanie duszy świata: glosa o poezji i dramatach Karola Wojtyły (1999), Łomża, wyd. MDK-DŚT
- Łowca złudzeń, poezje (1999), Łomża, wyd. MDK-DŚT

## Redakcja
- Anna Zelenay Wiersze zebrane, 1970[1]

## Nagrody i odznaczenia
- Nagroda Ministerstwa Kultury i Sztuki (1962)
- Nagroda Artystyczna Miasta Kłodzka (1965)
- Medal za Zasługi dla Miasta Kłodzka (1974)
- Złota Odznaka „Zasłużony dla Dolnego Śląska” (1974)
- Srebrny Krzyż Zasługi (1982)
- Odznaka za Zasługi dla Województwa Łomżyńskiego (1987)
- Krzyż Kawalerski Orderu Odrodzenia Polski (1989)
- Honorowy Obywatel Miasta Kłodzka, (1997)
- pośmiertnie: Wyróżnienie i Medal Zygmunta Glogera za szczególne Zasługi w Badaniu, Ochronie i Rozwoju Kultury (2003)